# 驚爆校園
《驚爆校園》是香港漫画家L.M画的漫画，获得第8届金龙奖最佳少年漫画奖。被叫校服系少女枪战漫画，讲述了高中生周思明在开学时遇到少女许晓凉从天而降，在他回到学校发现少女竟然是自己的同班同学。